# DFS 39
Il DFS 39, inizialmente identificato come Delta IVc, era un velivolo sperimentale monomotore e monoposto dotato di ala a delta, realizzato e sviluppato in Germania dall'istituto di ricerca Deutsche Forschungsanstalt für Segelflug (DFS) nella seconda parte degli anni trenta.
Il DFS 39, codice di identificazione del progetto assegnato dal Reichsluftfahrtministerium, era l'ultimo sviluppo dei Delta IV, quarto di una serie di velivoli sperimentali progettati e realizzati dal pioniere dell'aerodinamica Alexander Lippisch negli anni trenta, per testare la fattibilità e le caratteristiche dell'ala a delta.